# Stroudia plumosa
Stroudia plumosa är en stekelart som beskrevs av Giordani Soika 1992. Stroudia plumosa ingår i släktet Stroudia och familjen Eumenidae. Inga underarter finns listade i Catalogue of Life.